# Manmodi

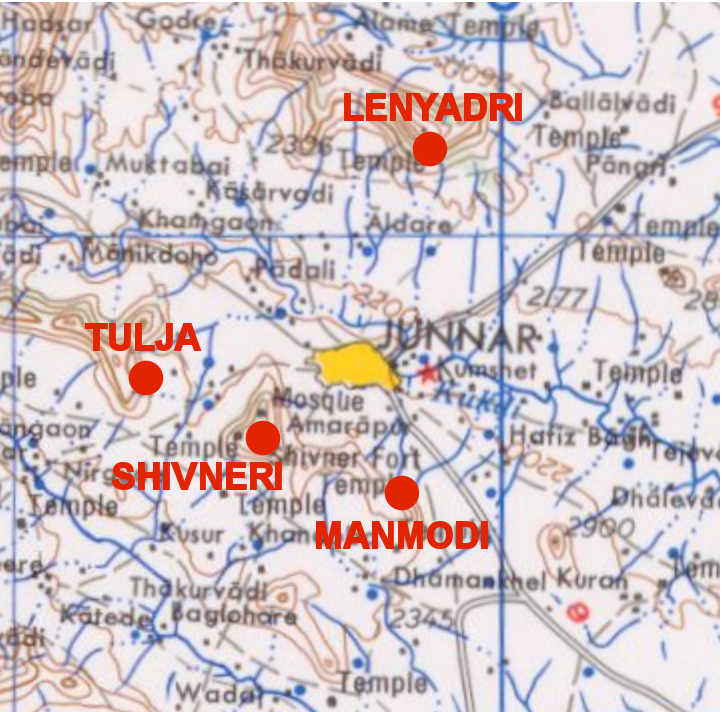
Buddhistische Höhlenklöster bei Junnar

Die ungefähr 30 Manmodi-Höhlen bildeten ehemals eine Gruppe von drei nahe beieinander liegenden buddhistischen Höhlenklöstern in den südlichen Außenbezirken der Stadt Junnar im Distrikt Pune im indischen Bundesstaat Maharashtra. Im Einzelnen handelt es sich um das Bhutalinga-, das Amba-Ambika- und das Bhimasankar-Kloster.

## Lage
Die etwa 150 m über der Talsohle und insgesamt ca. 900 m hoch gelegenen Manmodi-Höhlen sind zumeist nach Süden orientiert; sie befinden sich in drei nahe beieinander liegenden basaltischen Felswänden etwa 4 km (Fahrtstrecke) südlich von Junnar.

## Datierung
Die der Hinayana-Strömung des Buddhismus zuzurechnenden Höhlen stammen aus der Zeit zwischen dem 1. Jahrhundert v. Chr. und dem 3. Jahrhundert n. Chr.

## Klöster

### Bhutalinga-Kloster
Die Chaitya-Halle ist der bedeutendste Bau des Klosters. Bemerkenswert und in seiner Art in Indien äußerst selten sind der Rundbogen über dem Eingang (vgl. Lomas-Rishi-Höhle in Bihar), das darüber befindliche tympanon-artige Relieffeld mit einem zentralen Gajalakshmi-Motiv und seitlichen Tänzerinnen oder „Schönen Mädchen“ (surasundaris) sowie der von einem Kielbogen überhöhte chandrasala-Bogen mit zwei seitlichen Figuren und jeweils einer Zierstupa. Der äußere Rahmen beinhaltet insgesamt 11 chandrasala-Blendfenster, die hier nur noch als Ziermotiv gemeint sind. Das von seitlichen Pfeilern mit achteckigem Querschnitt getragene Innere der Halle beinhaltet eine schmucklose Stupa (dagoba). Chandrasala-Motive finden sich auch über den Eingängen zu den Wohnhöhlen (viharas) der Mönche.

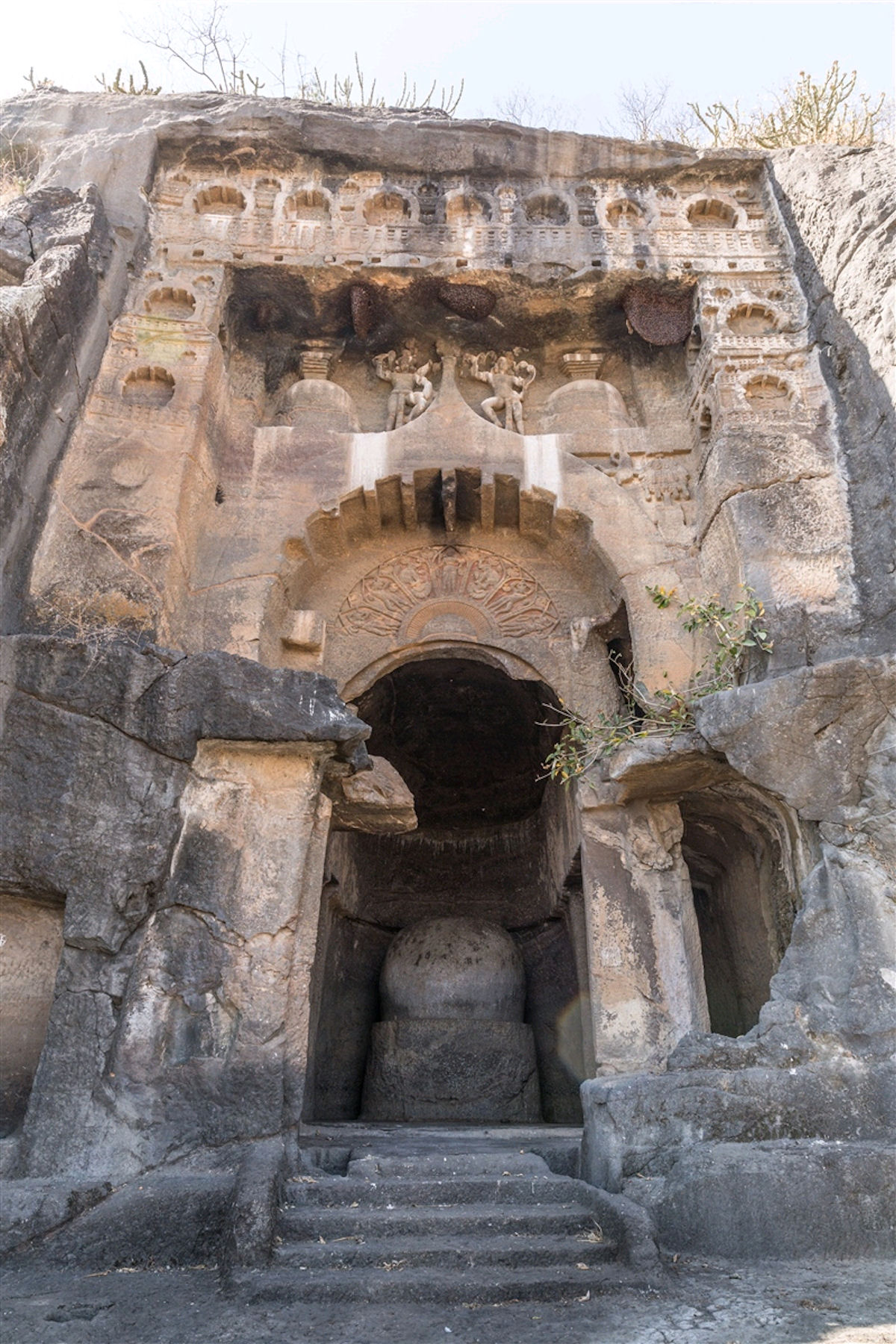
Portal der Chaitiya-Halle
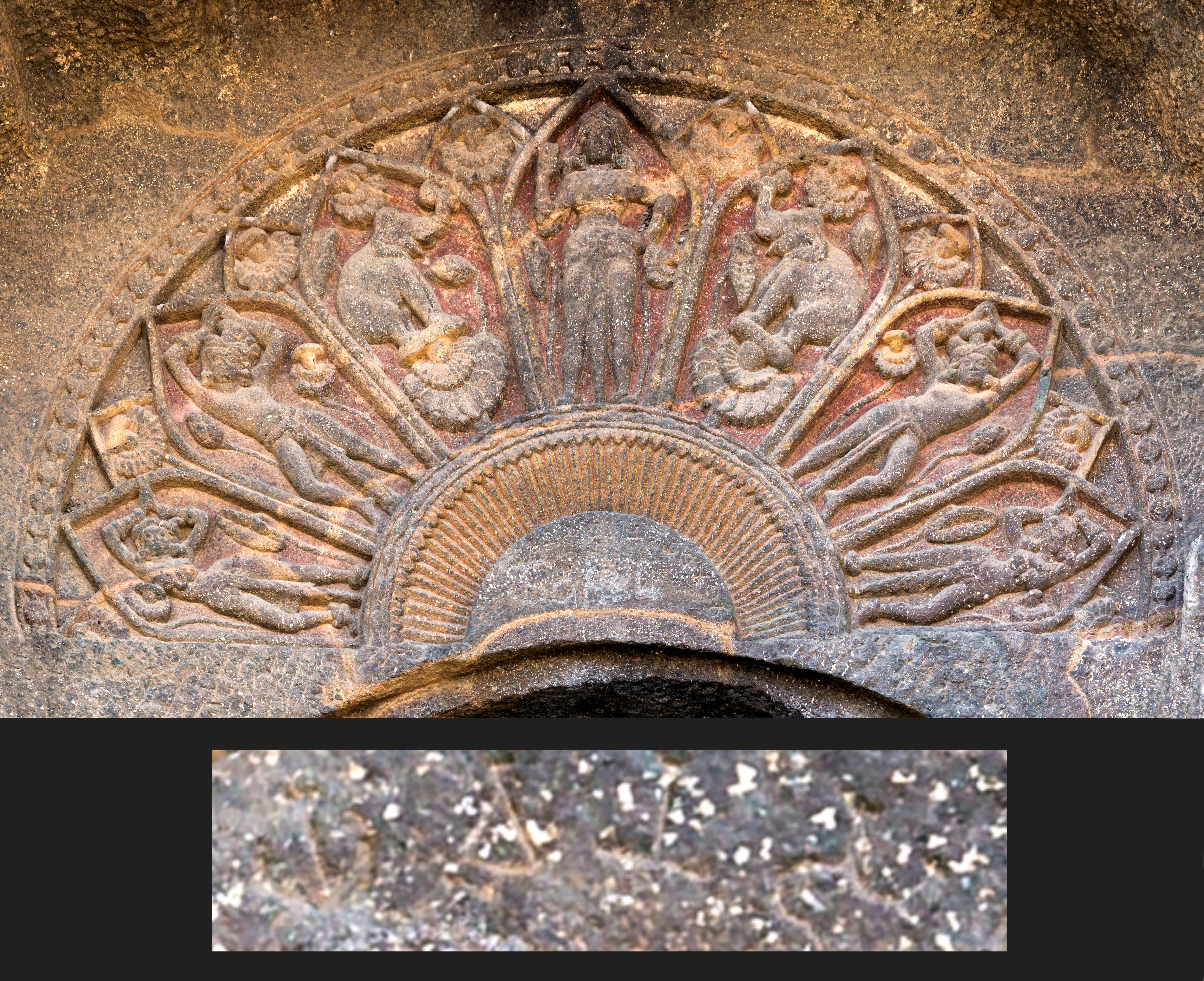
dto., Details
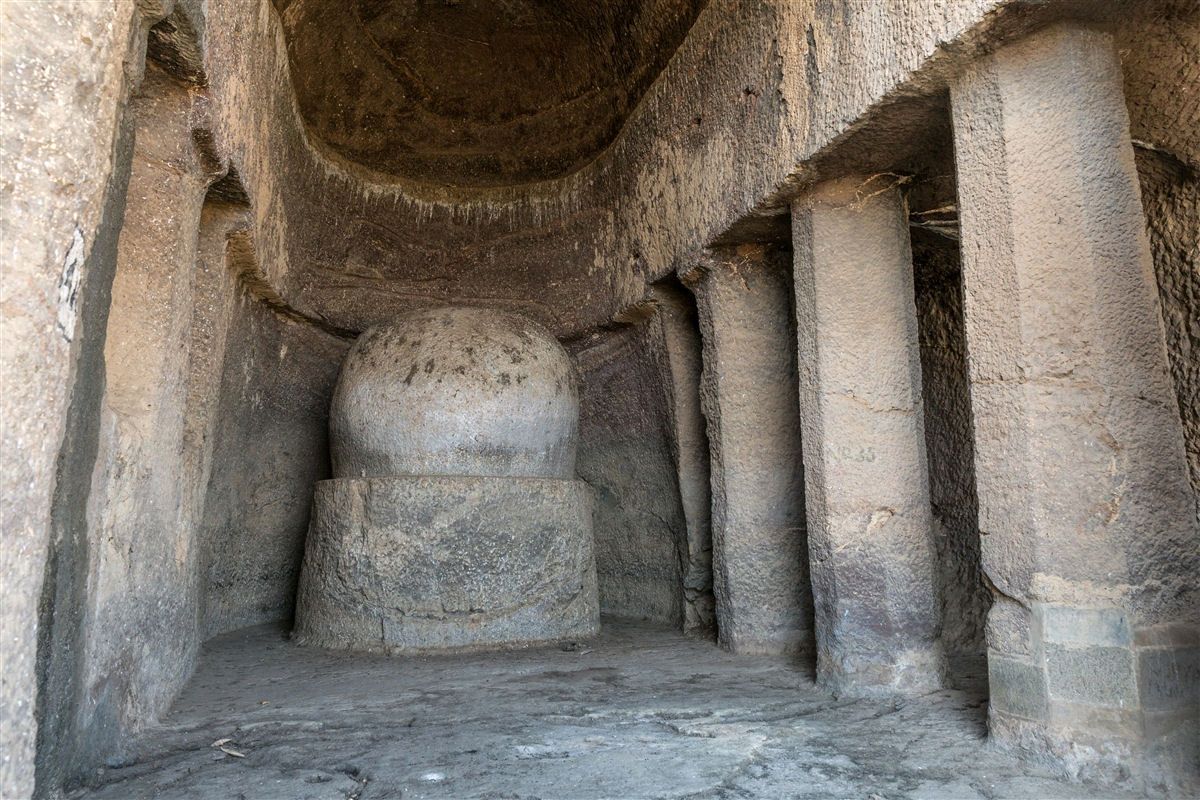
Inneres der Chaitiya-Halle
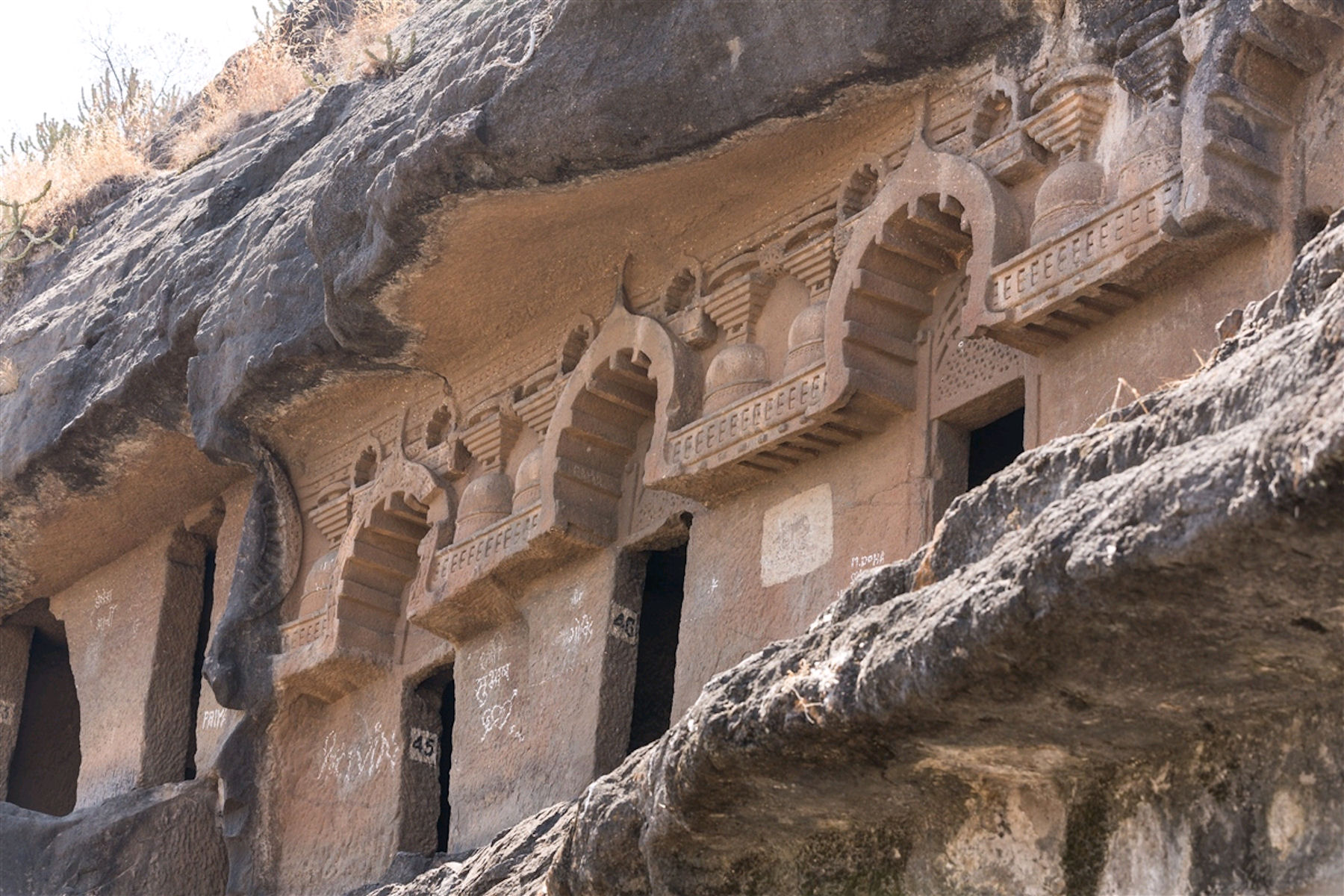
Mönchszellen

### Amba-Ambika-Kloster
Bedeutendster Bauteil des Amba-Ambika-Klosters ist die Gestaltung der – nach erhaltenen Resten restaurierten – Fassade der Chaitya-Halle. Deren Säulen ruhen auf abgetreppten Plinthen, über denen jeweils kissenartige Elemente die eigentlichen Schäfte tragen; in den Kapitellzonen wiederholt sich in umgekehrter Reihenfolge die untere Konstellation. Die eigentliche Halle ist wegen Rissen im Felsgestein unvollendet geblieben. Links neben der Fassade befindet sich ein Votivstupa.

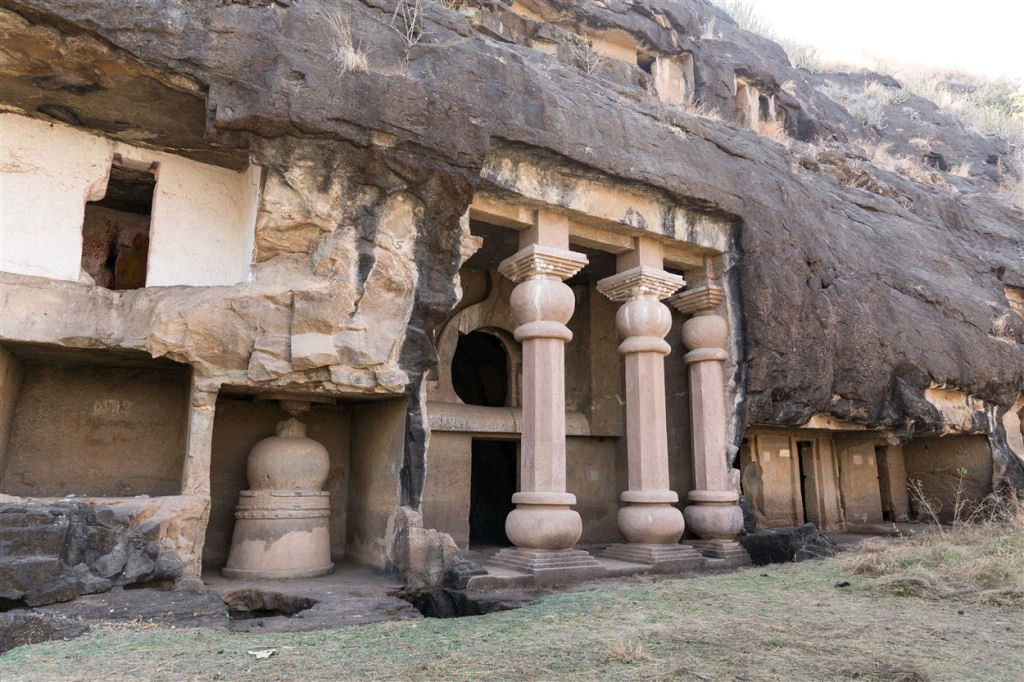
Fassade der Chaitiya-Halle
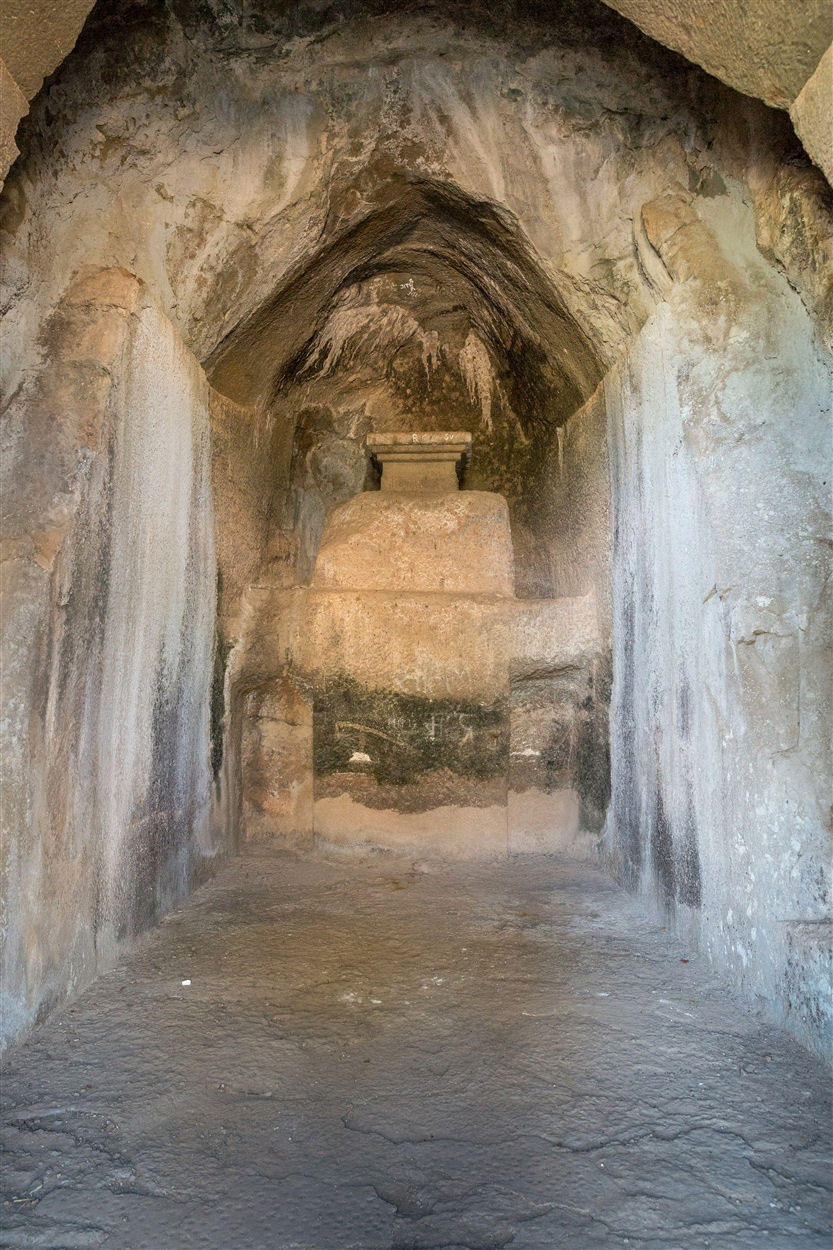
Unvollendete Chaitiya-Halle

### Bhimasankar-Kloster
Die Stützen der ornament- und figurenlosen Fassade des Bhimasankar-Klosters könnten als Vorbilder für die Restaurierung der Stützelemente des Amba-Ambika-Klosters gedient haben. In der Nähe zweier Zisternenbecken erscheinen zwei Inschriften; eine davon erwähnt den Herrschernamen Nahapana.

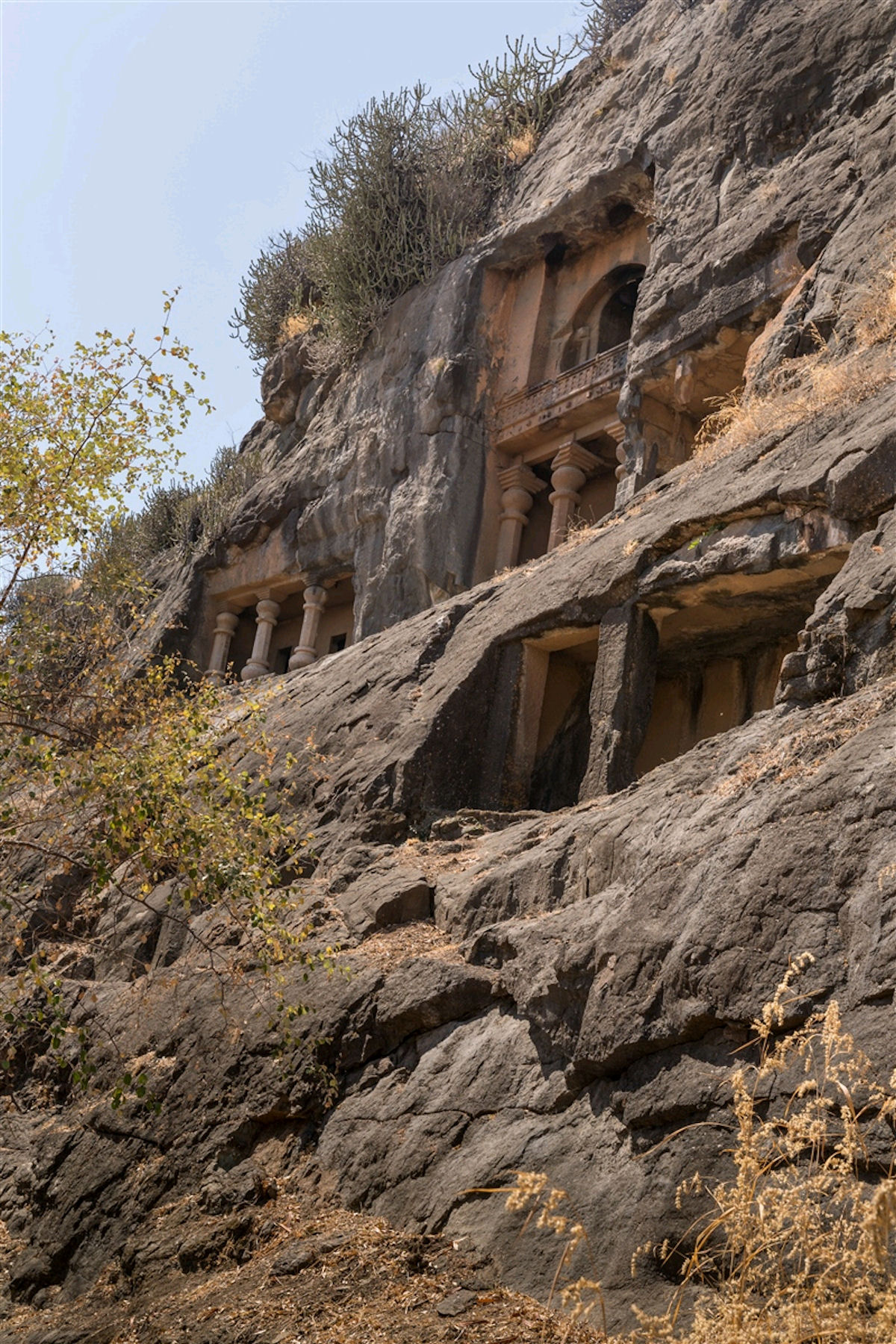
Fassaden
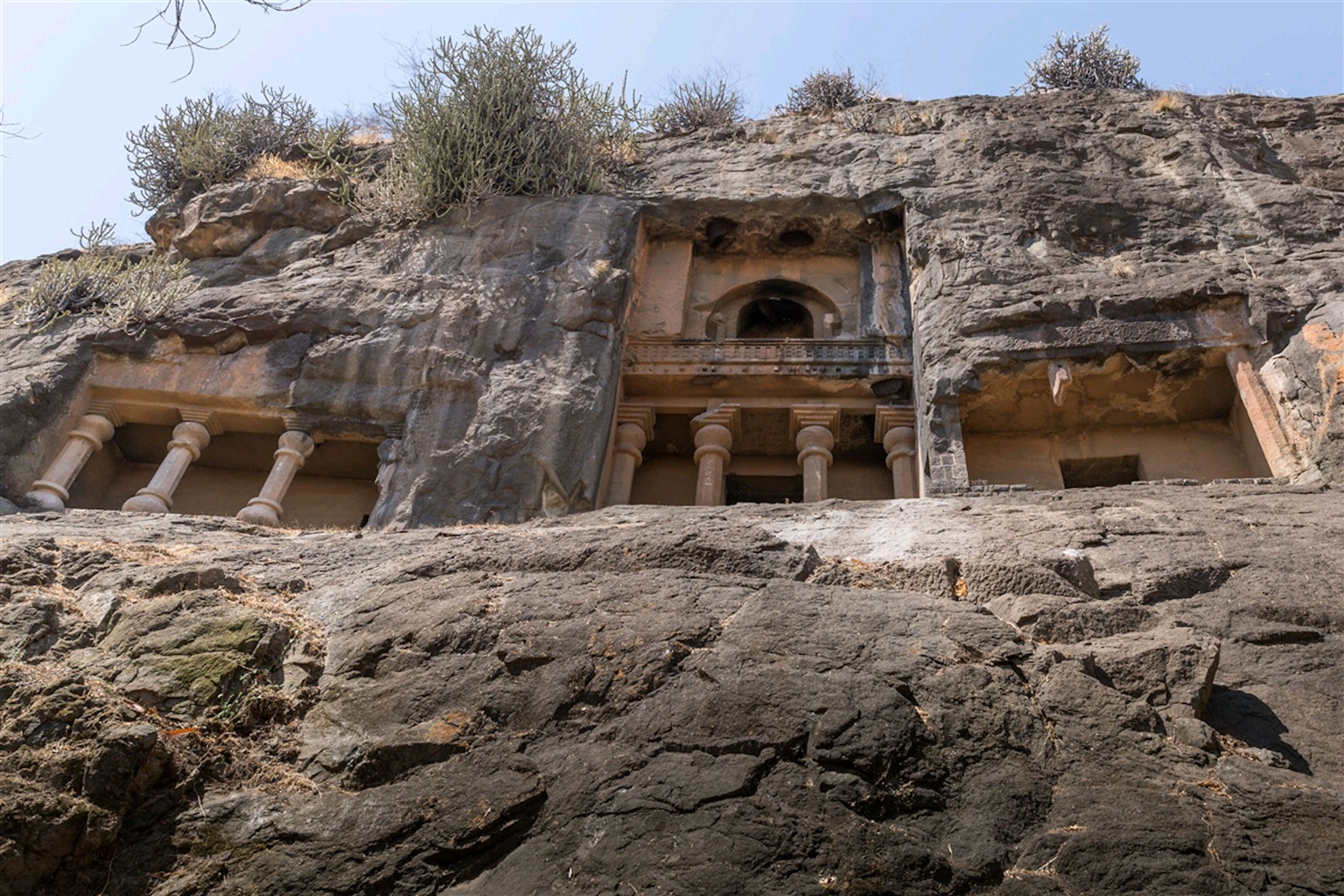
Fassade der Chaitiya-Halle